# Seznam švedskih pevcev
Seznam švedskih pevcev.

## A
- Jonas Almquist
- Benny Anderson
- Jonas Anderson
- Jan-Olof Andersson
- Nicke Andersson
- Ulla Andersson (tudi Ulla Agneta Jones)

## B
- Gnucci Banana
- Anna Bergendahl
- Britt (Ekland)
- Joakim Brodén
- Terry Buchan >> Walter »Wattie« Buchan

## C
- Carola (Häggkvist)
- Neneh Cherry (Neneh Mariann Karlsson)

## D
- Kikki Danielsson
- Dead (Pelle Ohlin)
- Karin Dreijer

## E
- Folke Erbo
- Britt Ekland
- Malena Ernman

## F
- Agnetha Fältskog
- Thomas Börje Forsberg - Quorthon (1966–2004)
- Marie Fredriksson (Roxette)
- Anders Fridén

## G
- Per Gessle (Roxette)
- Anders Glenmark
- José González (argentinsko-švedski)
- Günther (Mats Olle Göran Söderlund)

## H
- Johan Hegg
- Carola Häggkvist
- Peter Holm
- Johannes Alfred Hultman

## J
- Jan Johansen
- Anders Johansson
- Jill Johnson
- Jonah (Anderson)?

## K
- Maja Keuc - Amaya (slov.)
- Jens Kidman
- Åse Kleveland

## L
- Elin Lanto
- Zara Larsson
- Zarah Leander
- Lykke Li (Li Lykke Timotej Zachrisson)
- Tove Lo (Ebba Tove Elsa Nilsson)
- Loreen (Lorine Zineb Nora Talhaoui)
- Ulf Lundell
- John Lundvik
- Anni-Frid Lyngstad (norv.-šved.)

## M
- Siw Malmkvist
- ManuElla (Manuela Brečko: slov.-švedska)
- Emilia Mårtensson (slov.-švedska)
- Marina Mårtensson (slov.-švedska)
- Hans Martin

## N
- Jon Nödtveidt
- Tone Norum
- Tuva Novotny

## O
- Pelle Ohlin - "Dead"
- Anette Olzon (Anette Ingegerd Olsson)
- Sandra Oxenryd

## P
- Helena Paparizou (Έλενα Παπαρίζου: grško-švedska)
- Nina Persson
- Lars-Göran Petrov
- Lena Philipsson
- Roger Pontare

## R
- Sibel Redžep (makedonsko-švedska)
- Caroline Ridderstolpe
- Robyn (Robin Miriam Carlsson)

## S
- Eric Saade
- Nikola Sarcevic
- Danny Saucedo
- September (Petra Marklund)
- Victoria Silvstedt
- Tim Skold
- Linnea Södahl
- Niklas Stålvind
- Martin Stenmarck
- Daniel Svensson

## T
- Peter Tägtgren
- Joey Tempest (Rolf Magnus Joakim Larsson)
- Joakim Thåström
- Timbuktu (Jason Michael Bosak Diakité)

## U
- Björn Ulvaeus

## V
- Carl-Johan Vallgren

## W
- Freddie Wadling
- Rikard Wolff

## Z
- Måns Zelmerlöw